# Ugotica mala
Ugotica (Trisopterus minutus) je riba iz porodice Gadidae. Naraste do 32 cm duljine, a primjerci iznad 17 cm su u Jadranu rijetki. Živi do 5 godina. Smatra se da postoje dvije podvrste koje se razlikuju po broju škržnih nastavaka na prvom škržnom luku. To su Trisopterus minutus minutus koja obitava na području Atlanskog oceana uz obale sjevernije od Portugala, te Trisopterus minutus capelanus koja obitava u Mediteranu.
To je riba muljevitih i pjeskovitih dna, a nalazimo je u plutajućim jatima na dubinama od 20 do 400m. Lovi se prvenstveno koćama, ali i mrežama stajačicama i parangalom. 
U populaciji dominiraju ženke, a hrani se prvenstveno rakovima iz roda Penaeus, ribom i sitnim glavonošcima.

## Rasprostranjenost
Ugotica obitava u istočnom Atlantskom oceanu, od sjevera Norveške pa sve do Maroka, a također i po cijelom Sredozemlju.

## Vanjske poveznice
|  | Zajednički poslužitelj ima još gradiva o temi Trisopterus minutus |
|  | Wikivrste imaju podatke o taksonu Trisopterus minutus             |